# Campeonato Europeo de Baloncesto Masculino de 1961
La edición XII del Campeonato Europeo de Baloncesto se celebró en Belgrado (Yugoslavia) del 29 de abril al 8 de mayo de 1961. El torneo contó con la participación de 19 selecciones nacionales.
La medalla de oro fue para la selección de la Unión Soviética, que se impuso en la final a Yugoslavia por 60 a 53. La medalla de bronce fue para la selección de Bulgaria.

## Grupos
Los 19 equipos participantes fueron divididos en seis grupos de la forma siguiente:
| Grupo 1    | Grupo 2              | Grupo 3         |
| ---------- | -------------------- | --------------- |
| Inglaterra | Alemania Democrática | Bélgica         |
| Grecia     | Finlandia            | Unión Soviética |
| Yugoslavia | Hungría              | España          |
| Polonia    |                      |                 |

| Grupo 4          | Grupo 5        | Grupo 6      |
| ---------------- | -------------- | ------------ |
| Bulgaria         | Suecia         | Francia      |
| Alemania Federal | Checoslovaquia | Países Bajos |
| Israel           | Turquía        | Rumania      |

## Primera fase

### Grupo 1
| Equipo     | J | G | P | T+  | T-  | DT   | PTS |
| ---------- | - | - | - | --- | --- | ---- | --- |
| Yugoslavia | 3 | 3 | 0 | 280 | 182 | +98  | 6   |
| Polonia    | 3 | 2 | 1 | 222 | 152 | +70  | 5   |
| Grecia     | 3 | 1 | 2 | 181 | 206 | -25  | 4   |
| Inglaterra | 3 | 0 | 3 | 135 | 278 | -143 | 3   |

| Fecha    | Partido    | Partido | Partido    | Resultado |
| -------- | ---------- | ------- | ---------- | --------- |
| 29.04.61 | Polonia    | -       | Inglaterra | 78-34     |
| 29.04.61 | Yugoslavia | -       | Grecia     | 86-57     |
| 30.04.61 | Inglaterra | -       | Yugoslavia | 58-122    |
| 30.04.61 | Polonia    | -       | Grecia     | 77-46     |
| 01.05.61 | Grecia     | -       | Inglaterra | 78-43     |
| 01.05.61 | Polonia    | -       | Yugoslavia | 67-72     |

### Grupo 2
| Equipo                        | J | G | P | T+  | T-  | DT  | PTS |
| ----------------------------- | - | - | - | --- | --- | --- | --- |
| República Democrática Alemana | 2 | 2 | 0 | 141 | 127 | +14 | 4   |
| Hungría                       | 2 | 1 | 1 | 128 | 122 | +6  | 3   |
| Finlandia                     | 2 | 0 | 2 | 122 | 142 | -20 | 2   |

| Fecha    | Partido                       | Partido | Partido   | Resultado |
| -------- | ----------------------------- | ------- | --------- | --------- |
| 29.04.61 | República Democrática Alemana | -       | Hungría   | 64-63     |
| 30.04.61 | Hungría                       | -       | Finlandia | 65-58     |
| 01.05.61 | República Democrática Alemana | -       | Finlandia | 77-64     |

### Grupo 3
| Equipo          | J | G | P | T+  | T-  | DT  | PTS |
| --------------- | - | - | - | --- | --- | --- | --- |
| Unión Soviética | 2 | 2 | 0 | 171 | 97  | +74 | 4   |
| Bélgica         | 2 | 1 | 1 | 118 | 156 | -38 | 3   |
| España          | 2 | 0 | 2 | 116 | 152 | -36 | 2   |

| Fecha    | Partido | Partido | Partido         | Resultado |
| -------- | ------- | ------- | --------------- | --------- |
| 29.04.61 | Bélgica | -       | Unión Soviética | 48-89     |
| 30.04.61 | Bélgica | -       | España          | 70-67     |
| 01.05.61 | España  | -       | Unión Soviética | 49-82     |

### Grupo 4
| Equipo              | J | G | P | T+  | T-  | DT  | PTS |
| ------------------- | - | - | - | --- | --- | --- | --- |
| Bulgaria            | 2 | 2 | 0 | 118 | 89  | +29 | 4   |
| Israel              | 2 | 1 | 1 | 112 | 89  | +23 | 3   |
| Alemania Occidental | 2 | 0 | 2 | 88  | 140 | -52 | 2   |

| Fecha    | Partido             | Partido | Partido             | Resultado |
| -------- | ------------------- | ------- | ------------------- | --------- |
| 29.04.61 | Israel              | -       | Alemania Occidental | 70-41     |
| 30.04.61 | Alemania Occidental | -       | Bulgaria            | 47-70     |
| 01.05.61 | Bulgaria            | -       | Israel              | 48-42     |

### Grupo 5
| Equipo         | J | G | P | T+  | T-  | DT  | PTS |
| -------------- | - | - | - | --- | --- | --- | --- |
| Turquía        | 2 | 2 | 0 | 132 | 110 | +22 | 4   |
| Checoslovaquia | 2 | 1 | 1 | 128 | 110 | +18 | 3   |
| Suecia         | 2 | 0 | 2 | 73  | 113 | -40 | 2   |

| Fecha    | Partido        | Partido | Partido        | Resultado |
| -------- | -------------- | ------- | -------------- | --------- |
| 29.04.61 | Suecia         | -       | Checoslovaquia | 33-58     |
| 30.04.61 | Checoslovaquia | -       | Turquía        | 70-77     |
| 01.05.61 | Turquía        | -       | Suecia         | 55-40     |

### Grupo 6
| Equipo       | J | G | P | T+  | T-  | DT  | PTS |
| ------------ | - | - | - | --- | --- | --- | --- |
| Rumania      | 2 | 2 | 0 | 152 | 132 | +20 | 4   |
| Francia      | 2 | 1 | 1 | 157 | 122 | +35 | 3   |
| Países Bajos | 2 | 0 | 2 | 120 | 175 | -55 | 2   |

| Fecha    | Partido | Partido | Partido      | Resultado |
| -------- | ------- | ------- | ------------ | --------- |
| 29.04.61 | Francia | -       | Rumania      | 66-68     |
| 30.04.61 | Rumania | -       | Países Bajos | 84-66     |
| 01.05.61 | Francia | -       | Países Bajos | 91-54     |

## Segunda fase

### Grupo 1 (puestos 1 a 12)
| Equipo                        | J | G | P | T+  | T-  | DT   | PTS |
| ----------------------------- | - | - | - | --- | --- | ---- | --- |
| Unión Soviética               | 5 | 5 | 0 | 395 | 230 | +165 | 10  |
| Yugoslavia                    | 5 | 4 | 1 | 369 | 340 | +29  | 9   |
| Bélgica                       | 5 | 3 | 2 | 303 | 358 | -55  | 8   |
| Hungría                       | 5 | 1 | 4 | 272 | 333 | -61  | 6   |
| Polonia                       | 5 | 1 | 4 | 307 | 329 | -22  | 6   |
| República Democrática Alemana | 5 | 1 | 4 | 311 | 367 | -56  | 6   |

| Fecha    | Partido                       | Partido | Partido                       | Resultado |
| -------- | ----------------------------- | ------- | ----------------------------- | --------- |
| 02.05.61 | Yugoslavia                    | -       | República Democrática Alemana | 82-73     |
| 02.05.61 | Polonia                       | -       | Hungría                       | 43-53     |
| 03.05.61 | Unión Soviética               | -       | Polonia                       | 67-53     |
| 03.05.61 | Yugoslavia                    | -       | Bélgica                       | 85-59     |
| 04.05.61 | República Democrática Alemana | -       | Unión Soviética               | 40-71     |
| 04.05.61 | Bélgica                       | -       | Polonia                       | 66-62     |
| 04.05.61 | Yugoslavia                    | -       | Hungría                       | 72-66     |
| 05.05.61 | Bélgica                       | -       | República Democrática Alemana | 69-63     |
| 05.05.61 | Hungría                       | -       | Unión Soviética               | 31-93     |
| 06.05.61 | Hungría                       | -       | Bélgica                       | 59-61     |
| 06.05.61 | Polonia                       | -       | República Democrática Alemana | 82-71     |
| 06.05.61 | Yugoslavia                    | -       | Unión Soviética               | 58-75     |

### Grupo 2 (puestos 1 a 12)
| Equipo         | J | G | P | T+  | T-  | DT  | PTS |
| -------------- | - | - | - | --- | --- | --- | --- |
| Francia        | 5 | 4 | 1 | 341 | 286 | +55 | 9   |
| Bulgaria       | 5 | 4 | 1 | 291 | 281 | +10 | 9   |
| Rumania        | 5 | 4 | 1 | 286 | 269 | +17 | 9   |
| Checoslovaquia | 5 | 1 | 4 | 308 | 311 | -3  | 6   |
| Turquía        | 5 | 1 | 4 | 287 | 311 | -24 | 6   |
| Israel         | 5 | 1 | 4 | 233 | 288 | -55 | 6   |

| Fecha    | Partido        | Partido | Partido        | Resultado |
| -------- | -------------- | ------- | -------------- | --------- |
| 02.05.61 | Israel         | -       | Checoslovaquia | 51-64     |
| 02.05.61 | Bulgaria       | -       | Turquía        | 60-57     |
| 03.05.61 | Rumania        | -       | Israel         | 62-42     |
| 03.05.61 | Bulgaria       | -       | Francia        | 58-71     |
| 04.05.61 | Turquía        | -       | Rumania        | 46-50     |
| 04.05.61 | Francia        | -       | Israel         | 64-41     |
| 04.05.61 | Bulgaria       | -       | Checoslovaquia | 62-60     |
| 05.05.61 | Checoslovaquia | -       | Rumania        | 52-55     |
| 05.05.61 | Francia        | -       | Turquía        | 74-57     |
| 06.05.61 | Checoslovaquia | -       | Francia        | 62-66     |
| 06.05.61 | Israel         | -       | Turquía        | 57-50     |
| 06.05.61 | Bulgaria       | -       | Rumania        | 63-51     |

### Grupo 3 (puestos 13 a 19)
| Equipo     | J | G | P | T+  | T-  | DT   | PTS |
| ---------- | - | - | - | --- | --- | ---- | --- |
| España     | 3 | 3 | 0 | 271 | 149 | +122 | 6   |
| Finlandia  | 3 | 2 | 1 | 201 | 208 | -7   | 5   |
| Grecia     | 3 | 1 | 2 | 195 | 193 | +2   | 4   |
| Inglaterra | 3 | 0 | 3 | 131 | 248 | -117 | 3   |

| Fecha    | Partido   | Partido | Partido    | Resultado |
| -------- | --------- | ------- | ---------- | --------- |
| 02.05.61 | Finlandia | -       | Inglaterra | 71-38     |
| 02.05.61 | Grecia    | -       | España     | 46-73     |
| 03.05.61 | España    | -       | Inglaterra | 99-50     |
| 03.05.61 | Grecia    | -       | Finlandia  | 71-77     |
| 04.05.61 | Finlandia | -       | España     | 53-99     |

### Grupo 4 (puestos 13 a 19)
| Equipo              | J | G | P | T+ | T- | DT | PTS |
| ------------------- | - | - | - | -- | -- | -- | --- |
| Países Bajos        | 2 | 2 | 0 | 96 | 93 | +3 | 4   |
| Alemania Occidental | 2 | 1 | 1 | 94 | 91 | +3 | 3   |
| Suecia              | 2 | 0 | 2 | 90 | 96 | -6 | 2   |

| Fecha    | Partido             | Partido | Partido             | Resultado |
| -------- | ------------------- | ------- | ------------------- | --------- |
| 02.05.61 | Suecia              | -       | Países Bajos        | 47-48     |
| 03.05.61 | Alemania Occidental | -       | Suecia              | 48-43     |
| 04.05.61 | Países Bajos        | -       | Alemania Occidental | 48-46     |

## Fase final

### Puestos del 1 al 4
|  | Puestos del 1 al 4 | Puestos del 1 al 4 |    |          | Final                  | Final |  |
|  |                    |                    |    |          |                        |       |  |
|  |                    |                    |    |          |                        |       |  |
|  |                    |                    |    |          |                        |       |  |
|  | Unión Soviética    | 77                 |    |          |                        |       |  |
|  | Bulgaria           | 54                 |    |          |                        |       |  |
|  |                    |                    |    |          |                        |       |  |
|  |                    |                    |    |          |                        |       |  |
|  |                    |                    |    |          | Unión Soviética        | 60    |  |
|  |                    | Yugoslavia         | 53 |          |                        |       |  |
|  |                    |                    |    |          |                        |       |  |
|  |                    |                    |    |          |                        |       |  |
|  |                    |                    |    |          | Tercer y cuarto puesto |       |  |
|  |                    |                    |    |          |                        |       |  |
|  | Francia            | 65                 |    | Bulgaria | 55                     |       |  |
|  | Yugoslavia         | 75                 |    |          | Francia                | 46    |  |

### Puestos del 5 al 8
|  | Puestos del 5 al 8 | Puestos del 5 al 8 |    |         | Puesto 5       | Puesto 5 |  |
|  |                    |                    |    |         |                |          |  |
|  |                    |                    |    |         |                |          |  |
|  |                    |                    |    |         |                |          |  |
|  | Bélgica            | 65                 |    |         |                |          |  |
|  | Checoslovaquia     | 74                 |    |         |                |          |  |
|  |                    |                    |    |         |                |          |  |
|  |                    |                    |    |         |                |          |  |
|  |                    |                    |    |         | Checoslovaquia | 53       |  |
|  |                    | Hungría            | 48 |         |                |          |  |
|  |                    |                    |    |         |                |          |  |
|  |                    |                    |    |         |                |          |  |
|  |                    |                    |    |         | Puesto 7       |          |  |
|  |                    |                    |    |         |                |          |  |
|  | Rumania            | 61                 |    | Bélgica | 61             |          |  |
|  | Hungría            | 70                 |    |         | Rumania        | 71       |  |

### Puestos del 9 al 12
|  | Puestos del 9 al 12           | Puestos del 9 al 12 |    |        | Puesto 9                      | Puesto 9 |  |
|  |                               |                     |    |        |                               |          |  |
|  |                               |                     |    |        |                               |          |  |
|  |                               |                     |    |        |                               |          |  |
|  | Polonia                       | 74                  |    |        |                               |          |  |
|  | Israel                        | 59                  |    |        |                               |          |  |
|  |                               |                     |    |        |                               |          |  |
|  |                               |                     |    |        |                               |          |  |
|  |                               |                     |    |        | Polonia                       | 74       |  |
|  |                               | Turquía             | 59 |        |                               |          |  |
|  |                               |                     |    |        |                               |          |  |
|  |                               |                     |    |        |                               |          |  |
|  |                               |                     |    |        | Puesto 11                     |          |  |
|  |                               |                     |    |        |                               |          |  |
|  | Turquía                       | 63                  |    | Israel | 83                            |          |  |
|  | República Democrática Alemana | 50                  |    |        | República Democrática Alemana | 80       |  |

### Puestos del 13 al 16
|  | Puestos del 13 al 16 | Puestos del 13 al 16 |    |                     | Puesto 13    | Puesto 13 |  |
|  |                      |                      |    |                     |              |           |  |
|  |                      |                      |    |                     |              |           |  |
|  |                      |                      |    |                     |              |           |  |
|  | España               | 62                   |    |                     |              |           |  |
|  | Alemania Occidental  | 49                   |    |                     |              |           |  |
|  |                      |                      |    |                     |              |           |  |
|  |                      |                      |    |                     |              |           |  |
|  |                      |                      |    |                     | España       | 61        |  |
|  |                      | Finlandia            | 60 |                     |              |           |  |
|  |                      |                      |    |                     |              |           |  |
|  |                      |                      |    |                     |              |           |  |
|  |                      |                      |    |                     | Puesto 15    |           |  |
|  |                      |                      |    |                     |              |           |  |
|  | Países Bajos         | 72                   |    | Alemania Occidental | 53           |           |  |
|  | Finlandia            | 79                   |    |                     | Países Bajos | 56        |  |

### Puestos del 17 al 19
|  | Puestos del 17 al 19 | Puestos del 17 al 19 |    |            | Puesto 17 | Puesto 17 |  |
|  |                      |                      |    |            |           |           |  |
|  |                      |                      |    |            |           |           |  |
|  |                      |                      |    |            |           |           |  |
|  | Grecia               |                      |    |            |           |           |  |
|  |                      |                      |    |            |           |           |  |
|  |                      |                      |    |            |           |           |  |
|  |                      |                      |    |            |           |           |  |
|  |                      |                      |    |            | Grecia    | 60        |  |
|  |                      | Suecia               | 47 |            |           |           |  |
|  |                      |                      |    |            |           |           |  |
|  |                      |                      |    |            |           |           |  |
|  |                      |                      |    |            | Puesto 19 |           |  |
|  |                      |                      |    |            |           |           |  |
|  | Suecia               | 70                   |    | Inglaterra |           |           |  |
|  | Inglaterra           | 41                   |    |            |           |           |  |

### Puestos del 17º al 19º
| Fecha    | Partido | Partido | Partido    | Resultado |
| -------- | ------- | ------- | ---------- | --------- |
| 05.05.61 | Suecia  | -       | Inglaterra | 70-41     |

### Puestos del 13º al 16º
| Fecha    | Partido      | Partido | Partido             | Resultado |
| -------- | ------------ | ------- | ------------------- | --------- |
| 05.05.61 | España       | -       | Alemania Occidental | 62-49     |
| 05.05.61 | Países Bajos | -       | Finlandia           | 72-79     |

### Puestos del 9º al 12º
| Fecha    | Partido | Partido | Partido                       | Resultado |
| -------- | ------- | ------- | ----------------------------- | --------- |
| 07.05.61 | Polonia | -       | Israel                        | 74-59     |
| 07.05.61 | Turquía | -       | República Democrática Alemana | 63-50     |

### Puestos del 5º al 8º
| Fecha    | Partido | Partido | Partido        | Resultado |
| -------- | ------- | ------- | -------------- | --------- |
| 07.05.61 | Bélgica | -       | Checoslovaquia | 65-74     |
| 07.05.61 | Rumania | -       | Hungría        | 60-71     |

### Semifinales
| Fecha    | Partido         | Partido | Partido    | Resultado |
| -------- | --------------- | ------- | ---------- | --------- |
| 07.05.61 | Unión Soviética | -       | Bulgaria   | 77-54     |
| 07.05.61 | Francia         | -       | Yugoslavia | 65-75     |

### Decimoséptimo puesto
| Fecha    | Partido | Partido | Partido | Resultado |
| -------- | ------- | ------- | ------- | --------- |
| 06.05.61 | Grecia  | -       | Suecia  | 60-47     |

### Decimoquinto puesto
| Fecha    | Partido             | Partido | Partido      | Resultado |
| -------- | ------------------- | ------- | ------------ | --------- |
| 06.05.61 | Alemania Occidental | -       | Países Bajos | 53-56     |

### Decimotercer puesto
| Fecha    | Partido | Partido | Partido   | Resultado |
| -------- | ------- | ------- | --------- | --------- |
| 07.05.61 | España  | -       | Finlandia | 61-60     |

### Undécimo puesto
| Fecha    | Partido | Partido | Partido                       | Resultado |
| -------- | ------- | ------- | ----------------------------- | --------- |
| 08.05.61 | Israel  | -       | República Democrática Alemana | 83-80     |

### Noveno puesto
| Fecha    | Partido | Partido | Partido | Resultado |
| -------- | ------- | ------- | ------- | --------- |
| 08.05.61 | Polonia | -       | Turquía | 74-59     |

### Séptimo puesto
| Fecha    | Partido | Partido | Partido | Resultado |
| -------- | ------- | ------- | ------- | --------- |
| 08.05.61 | Bélgica | -       | Rumania | 61-71     |

### Quinto puesto
| Fecha    | Partido        | Partido | Partido | Resultado |
| -------- | -------------- | ------- | ------- | --------- |
| 08.05.61 | Checoslovaquia | -       | Hungría | 53-48     |

### Tercer puesto
| Fecha    | Partido  | Partido | Partido | Resultado |
| -------- | -------- | ------- | ------- | --------- |
| 08.05.61 | Bulgaria | -       | Francia | 55-46     |

### Final
| Fecha    | Partido         | Partido | Partido    | Resultado |
| -------- | --------------- | ------- | ---------- | --------- |
| 08.05.61 | Unión Soviética | -       | Yugoslavia | 60-53     |

## Medallero
|                 |            |          |
| Unión Soviética | Yugoslavia | Bulgaria |

## Clasificación final
| 1. - Unión Soviética       |
| 2. - Yugoslavia            |
| 3. - Bulgaria              |
| 4. - Francia               |
| 5. - Checoslovaquia        |
| 6. - Hungría               |
| 7. - Rumania               |
| 8. - Bélgica               |
| 9. - Polonia               |
| 10. - Turquía              |
| 11. - Israel               |
| 12. - Alemania Democrática |
| 13. - España               |
| 14. - Finlandia            |
| 15. - Países Bajos         |
| 16. - Alemania Federal     |
| 17. - Grecia               |
| 18. - Suecia               |
| 19. - Inglaterra           |

## Trofeos individuales

### Mejor jugadorMVP
- Radivoj Korać

## Plantilla de los 4 primeros clasificados
1.Unión Soviética: Janis Krumins, Gennadi Volnov, Valdis Muiznieks, Maigonis Valdmanis, Viktor Zubkov, Armenak Alachachian, Yuri Korneyev, Vladimir Ugrekhelidze, Alexander Petrov, Aleksander Kandel, Viacheslav Novikov, Albert Valtin (Entrenador: Alexander Gomelsky)
2.Yugoslavia: Radivoj Korać, Ivo Daneu, Slobodan Gordić, Radovan Radović, Nemanja Đurić, Vital Eiselt, Sreten Dragojlović, Marjan Kandus, Miha Lokar, Miodrag Nikolić, Zvonko Petričević, Željko Troskot (Entrenador: Aleksandar Nikolić)
3.Bulgaria: Viktor Radev, Mincho Dimov, Ljubomir Panov, Georgi Panov, Atanas Atanasov, Ilija Mirchev, Petko Lazarov, Tsvetko Savov, Khristo Tsvetkov, Khristo Donev, Radko Zlatev, Stefan Stojkov (Entrenador: Veselin Temkov)
4.Francia: Jean-Paul Beugnot, Henri Grange, Christian Baltzer, Bernard Mayeur, Michel Rat, Lucien Sedat, Jerome Christ, Michel House, Michel le Ray, Andre Goisbault, Jean-Claude Vergne, Andre Souvre (Entrenador: Andre Buffiere)